# Днестровская правда
«Днестровская правда» — общественно-политическая русскоязычная газета тираспольского городского совета народных депутатов (Приднестровье). Выходит три раза в неделю (вторник и суббота).

## История
Газета основана 23 июня 1941 году и является старейшим периодическим изданием региона. Газета освещает различные стороны жизни Тирасполя, повседневные события, политические и экономические проблемы Приднестровья и других стран. Публикует письма читателей и др. Помимо этого газета занимается издательской деятельностью. Девизом газеты является фраза: «Права человека превыше всего».
В прошлом веке, особенно в Советском Союзе, информационное пространство совершенно не походило на нынешнее. В те времена, когда родилась «Днестровская правда», именно печатная, бумажная пресса являлась для людей главным источником свежей информации, хотя радио уже тоже существовало. Поэтому нетрудно догадаться, каким важным событием для Тирасполя был выход первого номера газеты «Красное знамя» (будущей «Днестровской правды») – органа Тираспольского горкома коммунистической партии Молдавии и горсовета.
Номер вышел 23 июня 1941 года, сразу после того рокового, страшного воскресного дня, когда гитлеровская Германия вместе со своими союзниками (Румынией, Венгрией, Италией, Финляндией и т.д.) вероломно, без объявления войны атаковала западные границы СССР. К тому моменту Тирасполь уже подвергся бомбардировкам фашистской авиации, поскольку оставался почти приграничным городом, несмотря на недавнее присоединение Бессарабии к СССР.
Поскольку всё произошло так быстро и неожиданно, газету пришлось в спешном порядке переделывать первый номер газеты – вместо обычной мирной тематики всю передовицу заняло выступление заместителя председателя Совета народных комиссаров СССР и наркома иностранных дел В.М. Молотова – печатная версия его же выступления по радио, прозвучавшего днём раньше. Это была самая первая официальная реакция советского правительства на войну, которую впоследствии назовут Великой Отечественной.
«Граждане и гражданки Советского Союза! Сегодня, в 4 часа утра, без объявления войны, германские войска атаковали нашу страну…», – эти первые слова обращения Молотова сразу подводили черту под закончившейся мирной жизнью. Далее следуют доказательства неслыханного вероломства этого разбойничьего нападения и то, что Советский Союз готов сражаться, изгнать и сокрушить подлого агрессора.
В итоге слова, напечатанные в передовице первого номера нашей газеты 23 июня 1941 года: «Наше дело правое. Враг будет разбит. Победа будет за нами», – оказались пророческими. И это главное. Известно, что Тирасполь был оккупирован врагом 7 августа 1941 года, а полтора месяца до этого жил, боролся, трудился, сражался, отправлял на фронт боеспособных мужчин, организовывал труд оставшихся дома женщин, проводил эвакуацию предприятий и мирного населения и т.д.
Все эти процессы находили отражение на страницах «Красного знамени». Обстановка на фронтах, события союзного и мирового значения тоже не проходили мимо внимания газеты. В передовице десятого номера, от 5 июля 1941 года, мы видим портрет самого вождя, председателя Государственного комитета обороны И.В. Сталина. И то самое, знаменитое обращение к народу, прозвучавшее с человечной искренностью: «Товарищи! Граждане! Братья и сёстры! Бойцы нашей армии и флота! К вам обращаюсь я, друзья мои!»

Рядом, в том же номере, характерная публикация «Будем работать не покладая рук», рассказывающая о митинге 3-го июля, который провели работники Тираспольской типографии. Говорилось о выступлении товарища Сталина по радио.
«Всё необходимо подчинить интересам фронта, нужно как можно крепче укреплять наш тыл, бороться с трусами, маловерами, нытиками, сплетниками и паникёрами», – сказал К.А. Завтур. «Мы все, как один, должны выполнить и перевыполнить производственные нормы. Так учит нас наш отец – товарищ Сталин. Я лично, не щадя своей жизни, сделаю всё для блага родины», – в таком духе автор репортажа В. Ефименко цитирует выступавших на митинге рабочих.
Похожими публикациями изобилуют все номера «Красного знамени». Безусловно, они сыграли свою роль в мобилизации народа на борьбу с фашистскими захватчиками.
Второе рождение газеты произошло уже после Великой Отечественной войны. На рубеже сороковых-пятидесятых годов прошлого столетия она печаталась под названием «Ленинское знамя», затем «Сталинский путь». Газета выходила ежедневно, кроме понедельника и четверга, позже – на двух языках – молдавском («Адевэрул Нистрян») и русском.
Кроме дневной редакции, в ней имелась также редакция ночная, а также отделы партийной жизни, промышленности и писем. Тематика статей была достаточно разноплановой, хотя партийная идеология, разумеется, продолжала играть главную роль. Характерны заголовки хотя бы в № 66, от 1 октября 1952 года: «Неустанно повышать уровень партийной пропаганды», «Могучее оружие в борьбе за коммунизм», «Неустанно овладевать марксистско-ленинской теорией», «Главное – идейный уровень занятий».
Присутствует и международная жизнь. Большая статья «Великий праздник китайского народа» посвящена трёхлетию провозглашения Китайской Народной Республики. Дружба между СССР и КНР тогда находилась в самом расцвете. В бодрых тонах подаются вести из стран социалистического лагеря. В Болгарии строители металлургического завода им. Ленина широко внедряют стахановские методы труда. В Польше ширится соревнование трудящихся в честь XIX съезда ВКП(б).

Новости совсем другого рода приходили из капиталистических стран. Холодная война быстро набирала обороты. Статья «На службе американских империалистов» с возмущением говорит о нарастании американской антикоммунистической пропаганды во Франции. Не возбранялась и критика отдельных недочётов местной жизни, о чём свидетельствует публикация «Затягивают уборку подсолнечника»:
«На площади более 200 гектаров стоит подсолнечник в колхозе имени Котовского. Переспевшие семечки начинают высыпаться. Здесь же в бездействии стоит мощный комбайн «Сталинец-6».
А вот цитата из заметки :
«Тираспольские шахматисты нуждаются в помощи и руководстве»: «На каждом предприятии десятки людей проводят свой досуг за шахматной доской. Но странное дело: лишь редко где организованы подобные секции. В низовых коллективах не знают, с чего начать, а городской комитет не удосуживается послать туда общественных инструкторов…».
Можно не сомневаться, что после таких слов шахматная жизнь Тирасполя сдвинулась с мёртвой точки. Уж что-что, а силу воздействия печатное слово в те времена имело гораздо большую, чем сейчас.
Довольно любопытным свидетельством эпохи культа личности является газетный репортаж от 14 января 1953 года: «На предвыборном собрании коллектива завода им. Первого Мая кандидатом в депутаты Тираспольского окружного Совета депутатов трудящихся выдвинут Иосиф Виссарионович Сталин». Разумеется, в нём содержится весь комплект восторженных славословий в честь «горячо любимого вождя, учителя и друга, знаменосца мира и дружбы между народами – великого товарища Сталина». Кстати, тут же работники предприятия клянутся перевыполнить производственный план ко дню выборов. Также кандидатура Сталина была выдвинута и на других предприятиях нашего города.
В том же номере газеты, под рубрикой «Хроника» – довольно подробное сообщение об аресте группы врачей-вредителей, якобы связанных с еврейской буржуазно-националистической организацией «Джойнт», а также с английской разведкой.
Смерть Сталина 5 марта 1953 года, выражение всесоюзного горя и скорби по нему, прощание с вождём, его похороны, клятвы в верности его заветам – всё это растянулось на много номеров газеты «Сталинский путь», отодвинув на время всю остальную привычную тематику.
Однако постепенно жизнь, отражаемая на страницах газеты, снова входит в своё будничное русло: публикуются материалы о посевной кампании, возрастает число заметок и фельетонов, критикующих отдельные недостатки производственной и общественной жизни. Интересны с исторической точки зрения газетные материалы о том, как быстро и эффективно шло послевоенное восстановление Тирасполя: жилых зданий, школ и больниц, промышленных предприятий, объектов торговли и бытового обслуживания населения.
Совершаем небольшой прыжок во времени и открываем подшивку газеты «Сталинский путь» за 1956 год. На первый взгляд, изменений произошло немного. Но вот рубрика, которой раньше не было: «Беседы на естественно-научные темы». Статьи «Бесконечность и вечность вселенной» (автор – зам. директора Московского планетария В. Комаров), «Дорога к звёздам» (автор – доктор физико-математических наук, профессор В. Шаронов), «Солнце и жизнь на Земле» (автор – К. Порцевский) уже говорят о приближении космической эры. Стало больше публикаций о новейших научных открытиях, оживился и раздел культуры – статьи к юбилеям Ф.М. Достоевского, Генриха Гейне, Бернарда Шоу, литературные викторины, публикации стихов и рассказов писателей МССР, обсуждение свежих кинопремьер, рубрика «По нашему городу», большая критическая злободневность многих публикаций – всё это сделало газету более интересной для читателей.
4 июля 1956 года газета «Сталинский путь» публикует эпохальное постановление ЦК КПСС «О преодолении культа личности и его последствий». И уже в следующем номере от 6 июля газета переименовывается в «Днестровскую правду». Она продолжает двигаться в том же направлении – известной демократизации, оживления общественной жизни, совмещая на своих страницах публикации о всё новых успехах социализма с довольно острой критикой отдельных недостатков и просчётов. Профессиональный уровень газеты был довольно высок. Недаром в 1965 году «Днестровская правда» участвовала в выставке достижений народного хозяйства (ВДНХ) в Москве.
Ещё один прыжок во времени – открываем подшивку «Днестровской правды» за 1970 год. Передовицу новогоднего номера украшает интересный рисунок, где перемешаны улыбающиеся молодые люди, космические ракеты, звёзды, антенны, параболы, новогодняя ёлка и главная кремлёвская башня. «Здравствуй, год семидесятый, Ленинский!», – напоминание о предстоящем 100-летнем юбилее вождя мирового пролетариата. Газета поздравляет читателей с успехами в минувшем году и желает больших трудовых побед в новом. Очерки, репортажи, есть даже редкий жанр – новогоднее фотоинтервью.

Главный архитектор Тирасполя Н. Кудрявцев докладывает в статье «Город, в котором мы живём»:
За четыре года пятилетки жилищный фонд увеличился на 172 тысячи квадратных метров, благоустроенные квартиры получили более 4400 семей тираспольчан. Выросли новые предприятия: заводы «Молдавизолит», «Ремземмаш», автоприцепов, асфальтобетонный. В город пришёл природный газ, пустили троллейбусы. Кстати, архитектор прогнозирует в ближайшие 20-30 лет рост населения Тирасполя до 400 тысяч человек
Увы, прогноз не сбылся.
Всю четвёртую полосу заняла литературная страничка, со стихами и прозаическими миниатюрами. Кстати, в международных отношениях между странами социалистического и капиталистического блоков тогда происходила разрядка, некоторое смягчение напряжённости. На страницах «Днестровской правды» это тоже чувствуется, даже в мелочах. Например, мы видим фотографию новой модели гоночного автомобиля из Нидерландов, прозванного «Зелёное чудовище». При этом в комментарии – никакого осуждения, скорее наоборот – ведь изобретатели диковинного авто надеялись преодолеть на нём звуковой барьер.
А вот и настоящее рождение нашего, приднестровского театра. Анонс-рецензия «Пока не раздвинулся занавес» вышел накануне открытия первого сезона Тираспольского русского драматического театра под управлением Н.С. Аронецкой. Его автор Елена Сталинская извещает читателей, что 26 марта 1970 г. состоится первый спектакль «Город на заре» по пьесе А. Арбузова.
В семидесятые-восьмидесятые годы прошлого века наша газета работала бездотационно, не только окупая все свои производственные расходы, но и периодически повышая зарплаты и гонорары сотрудникам. Штат редакции «Днестровской правды» составлял 25 человек, включая заместителя редактора, ответственного секретаря, трёх заведующих отделами, трёх литературных сотрудников, замредактора по дубляжу, двух переводчиков и фотокорреспондента.
В редакции работали штатные отделы: партийной жизни, промышленности, сельского хозяйства и писем. Мало того: на общественных началах работали отделы школ, культуры и быта, спорта, общественная приёмная редакции, литературное объединение, совет ветеранов гражданской и Великой Отечественных войн. На предприятиях Тирасполя и в колхозах Слободзейского района действовали 62 рабселькоровских пункта «ДП».
1989 год – самый разгар горбачёвской перестройки, время перемен в СССР. Для Приднестровья – год начала противостояния прорумынскому национал-шовинизму, год первых забастовок. Открываем подшивку «ДП» с самого начала года. Сразу видно, как изменились даже газетные заголовки после появления в стране гласности: «Пять мнений о перестройке», «Не слова нужны, а дела», «Как на исповеди…», «Где мы теряем рубли», «О сердитых письмах», «Чем сердце огорчилось», «Прекратить огонь!» (о войне в Афганистане), «Чем дышим?», и т.д.
Среди массы острых, злободневных публикаций не затерялась первая в нашей газете, великолепная статья о ранее запрещённом художнике Михаиле Ларионове, написанная членом Союза художников СССР А. Казаку: «Живописец с мировым именем». Чем дальше, тем больше завязываются на страницах газеты споры о межнациональных отношениях. Кто-то предлагает организовать в Тирасполе клубы национальных культур, кого-то беспокоит волна нарастающей русофобии на правом берегу Днестра.
Уже тогда интернациональный Тирасполь осознавался как «кость в горле» прорумынских националистов. В статье «Без полуправд и недомолвок» автор В. Полушин с горечью упоминает виденный им в Кишинёве плакат «Не допустим тирасполизации Молдавии». А одна из представительниц кишинёвского телевидения прямо призналась ему: «Тирасполь – наша боль!»
Наступил май, молдавское руководство выпустило злополучные законопроекты о языках, и тут страсти разгорелись уже нешуточные. Правда, авторы статей всё ещё надеются на мирное решение межнациональных проблем. Об этом говорят многие газетные заголовки той поры: «Жить по законам братства», «Поспешность вредит», «На языке согласия», «Наша сила в дружбе и единстве», «Нужен спокойный диалог».
К сожалению, спокойный диалог с истерически накрученными националистами был невозможен априори. Во второй половине августа газетные страницы «ДП» уже полны возмущённых обращений трудовых коллективов Тирасполя к руководству Молдавии, одобрившему дискриминационные законы о функционировании языков на территории МССР. На первые страницы газеты выходят публикации об антинационалистических митингах и забастовках в Тирасполе и Бендерах: «Забастовка продолжается», «Солидарность», «Не заговор – протест народа», «Накал забастовки», «Августовский апогей» и другие. Не принесли успокоения и последующие месяцы.
Разумеется, эта тема не была единственной, интересующей народ в те бурные и смутные времена. «Днестровская правда» продолжала писать обо всём, что волнует людей. Однако болевая тема постепенно разгорающегося конфликта не между нациями, а между националистами и интернационалистами, всё-таки вышла на первый план. И время покажет, что надолго.
С образованием ПМССР в 1990 году «ДП» стала первой массовой общественно-политической газетой, перешедшей под юрисдикцию молодой республики. На несколько лет, включая горячую пору вооружённого конфликта между ПМР и РМ, наша газета станет печатным рупором формирующейся приднестровской государственности.
Также «ДП» послужит кузницей кадров для новой республиканской прессы, в частности – для газеты «Приднестровье», первый редактор которой, Владимир Масленников, до этого не одно десятилетие проработал в редакции «Днестровской правды».
К 80-летию газеты «Днестровской правды» был выпущен альбом, рассказывающий об истории издания.

## Социальные сети
Telegram: https://t.me/dnestrovka
Viber: https://invite.viber.com/?g2=AQAp%2FTQl%2FdsCplAHczn06IRUu45RLWpq6%2FGZolsLZ90%2FPSHC8O8acu5GavktNHQP
Instagram: https://www.instagram.com/dnestrovka/